# Série de championnat de la Ligue américaine de baseball 1974
La Série de championnat de la Ligue américaine de baseball 1974 était la série finale de la Ligue américaine de baseball, dont l'issue a déterminé le représentant de cette ligue à la Série mondiale 1974, la grande finale des Ligues majeures.
Cette série trois de cinq débute le samedi 5 octobre 1974 et se termine le mercredi 9 octobre par une victoire des Athletics d'Oakland, trois matchs à un sur les Orioles de Baltimore. Les Athletics passent en Série mondiale, qu'ils remportent pour une troisième saison consécutive.

## Équipes en présence
Doubles champions du baseball majeur à la suite de leurs triomphes dans les séries mondiales de 1972 et 1973, les Athletics d'Oakland remportent en 1974 le quatrième de cinq championnats de division consécutifs. Bouclants la saison régulière avec 90 gains contre 72 défaites, ce qui est pourtant leur moins bonne fiche depuis 1970, ils terminent au premier rang de la section Est, cinq parties devant les Rangers du Texas. Les lanceurs des A's ont conservé la meilleure moyenne de points mérités (2,95) de tout le baseball durant la saison. Leur rotation de partants est menée par le droitier Catfish Hunter, qui montre la meilleure moyenne de points mérités (2,49) de la Ligue américaine et le plus haut total de victoires (25) des majeures, puis reçoit le prestigieux trophée Cy Young pour la saison.
Pour la deuxième année de suite et la cinquième fois en six ans, les Orioles de Baltimore sont champions de la division Est. Ils gagnent 91 de leurs 162 parties et devancent par deux matchs les Yankees de New York à la fin du calendrier régulier. Les Orioles, gagnants de la Série de championnat 1971 en trois matchs sur Oakland, ont vu les Athletics prendre leur revanche en Série de championnat 1973 et les éliminer en cinq rencontres. Il s'agit donc du troisième affrontement entre Oakland et Baltimore en séries éliminatoires, et du deuxième en deux ans.

## Déroulement de la série

### Calendrier des rencontres
| Match | Date      | Visiteur             | Hôte                 | Score |
| ----- | --------- | -------------------- | -------------------- | ----- |
| 1     | 5 octobre | Orioles de Baltimore | Athletics d'Oakland  | 6 - 3 |
| 2     | 6 octobre | Orioles de Baltimore | Athletics d'Oakland  | 0 - 5 |
| 3     | 8 octobre | Athletics d'Oakland  | Orioles de Baltimore | 1 - 0 |
| 4     | 9 octobre | Athletics d'Oakland  | Orioles de Baltimore | 2 - 1 |

### Match 1
Samedi 5 octobre 1974 au Oakland-Alameda County Coliseum, Oakland, Californie.
| Orioles de Baltimore | 1 | 0 | 0 | 1 | 4 | 0 | 0 | 0 | 0 | 6 | 10 | 0 |
| Athletics d'Oakland | 0 | 0 | 1 | 0 | 1 | 0 | 0 | 0 | 1 | 3 | 9  | 0 |
| Lanceurs partants : BAL : Mike Cuellar OAK : Catfish Hunter Vic. : Mike Cuellar (1-0) Déf. : Catfish Hunter (0-1) HRs : BAL : Bobby Grich (1), Brooks Robinson (1), Paul Blair (1) |   |   |   |   |   |   |   |   |   |   |    |   |

### Match 2
Dimanche 6 octobre 1974 au Oakland-Alameda County Coliseum, Oakland, Californie.
| Orioles de Baltimore | 0 | 0 | 0 | 0 | 0 | 0 | 0 | 0 | 0 | 0 | 5 | 2 |
| Athletics d'Oakland | 0 | 0 | 0 | 1 | 0 | 1 | 0 | 3 | X | 5 | 8 | 0 |
| Lanceurs partants : BAL : Dave McNally OAK : Ken Holtzman Vic. : Ken Holtzman (1-0) Déf. : Dave McNally (0-1) HRs: OAK : Sal Bando (1), Ray Fosse (1) |   |   |   |   |   |   |   |   |   |   |   |   |

### Match 3
Mardi 8 octobre 1974 au Memorial Stadium, Baltimore, Maryland.
| Athletics d'Oakland | 0 | 0 | 0 | 1 | 0 | 0 | 0 | 0 | 0 | 1 | 4 | 2 |
| Orioles de Baltimore | 0 | 0 | 0 | 0 | 0 | 0 | 0 | 0 | 0 | 0 | 2 | 1 |
| Lanceurs partants : OAK : Vida Blue BAL : Jim Palmer Vic. : Vida Blue (1-0) Déf. : Jim Palmer (0-1) HRs : OAK : Sal Bando (2) |   |   |   |   |   |   |   |   |   |   |   |   |

### Match 4
Mercredi 9 octobre 1974 au Memorial Stadium, Baltimore, Maryland.
| Athletics d'Oakland | 0 | 0 | 0 | 0 | 1 | 0 | 1 | 0 | 0 | 2 | 1 | 0 |
| Orioles de Baltimore | 0 | 0 | 0 | 0 | 0 | 0 | 0 | 0 | 1 | 1 | 5 | 1 |
| Lanceurs partants : OAK : Catfish Hunter BAL : Mike Cuellar Vic. : Catfish Hunter (1-1) Déf. : Mike Cuellar (1-1) Sauv. : Rollie Fingers (1) |   |   |   |   |   |   |   |   |   |   |   |   |